# Roman Lenkiewicz Pozhorski
Roman Lenkiewicz Pozhorski (Ipohorski) herbu Pobóg – podkomorzy mozyrski w 1682 roku, podczaszy mozyrski w 1676 roku, podczaszy trembowelski w latach 1671–1674.
Poseł sejmiku kijowskiego na sejm 1683 roku.
W 1674 roku był elektorem Jana III Sobieskiego z województwa ruskiego.